# Sylvia (Kansas)
Pour les articles homonymes, voir Sylvia.
Sylvia est une ville américaine située dans le comté de Reno, au Kansas. Selon le recensement de 2020, sa population est de 215 habitants.

## Histoire
Sylvia s'appelait à l'origine Zenith, et a été fondée sous ce nom en 1874. Elle a été rebaptisée Sylvia en 1886, peut-être en l'honneur de la femme et de la fille d'un employé des chemins de fer.
L'équipe de football de l'école a été la perdante d'un match de football déséquilibré contre une autre école du comté de Haven. Joué en 1927 avec un score final de 256-0, le match a donné lieu à de nombreux records d'État pour les lycées.